# ای. تام گرونفلد
ای تام گرونفلد (انگلیسی: A. Tom Grunfeld؛ ۱۹۴۶ – ) چین‌شناس، و تاریخ‌نگار اهل ایالات متحده آمریکا بود.
وی همچنین برندهٔ جوایزی همچون برنامه فولبرایت شده‌است.